# L noir
Arctornis l-nigrum
Espèce
Le L noir (Arctornis l-nigrum) est une espèce de lépidoptères (papillons) de la famille des Erebidae et de la sous-famille des Lymantriinae.

## Description
Ce papillon blanc au dessin noir en forme de L des ailes antérieures a une envergure de 35 à 45 mm.

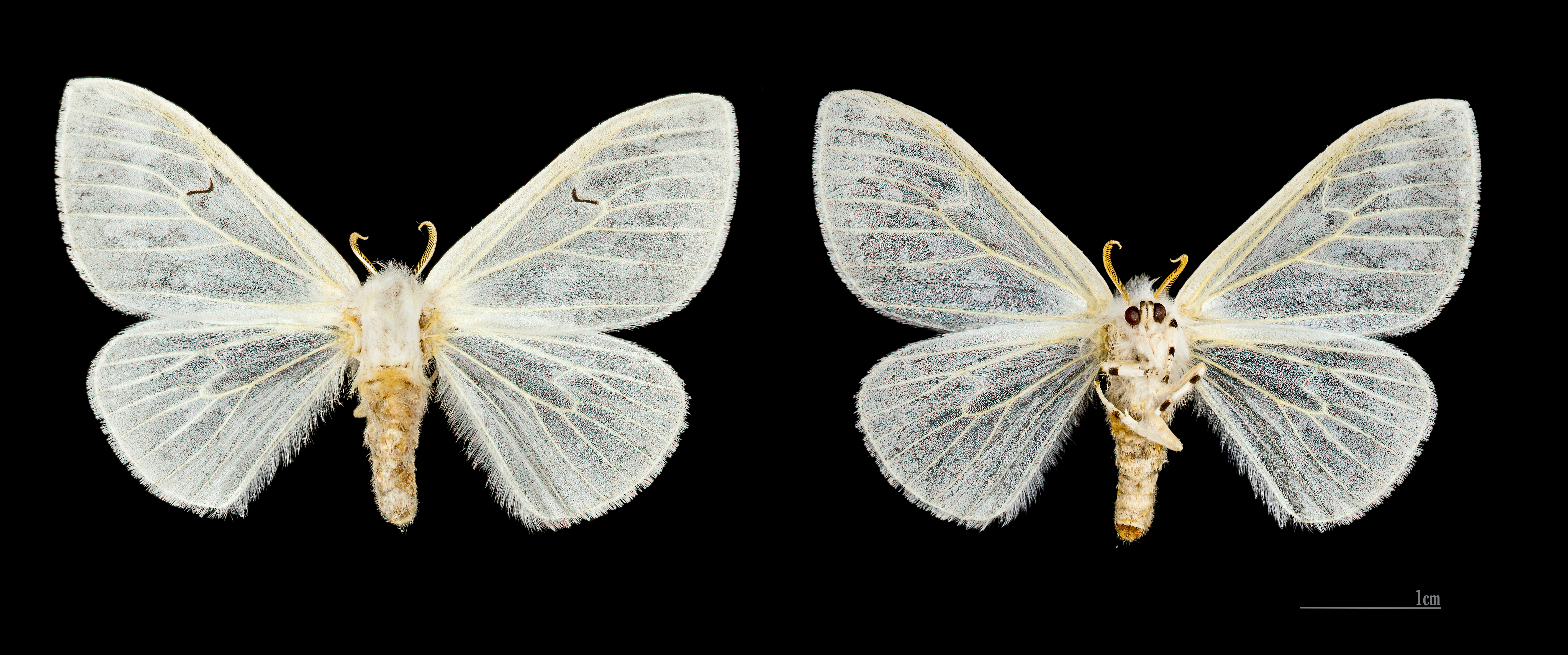
♀ Les Mathes MHNT
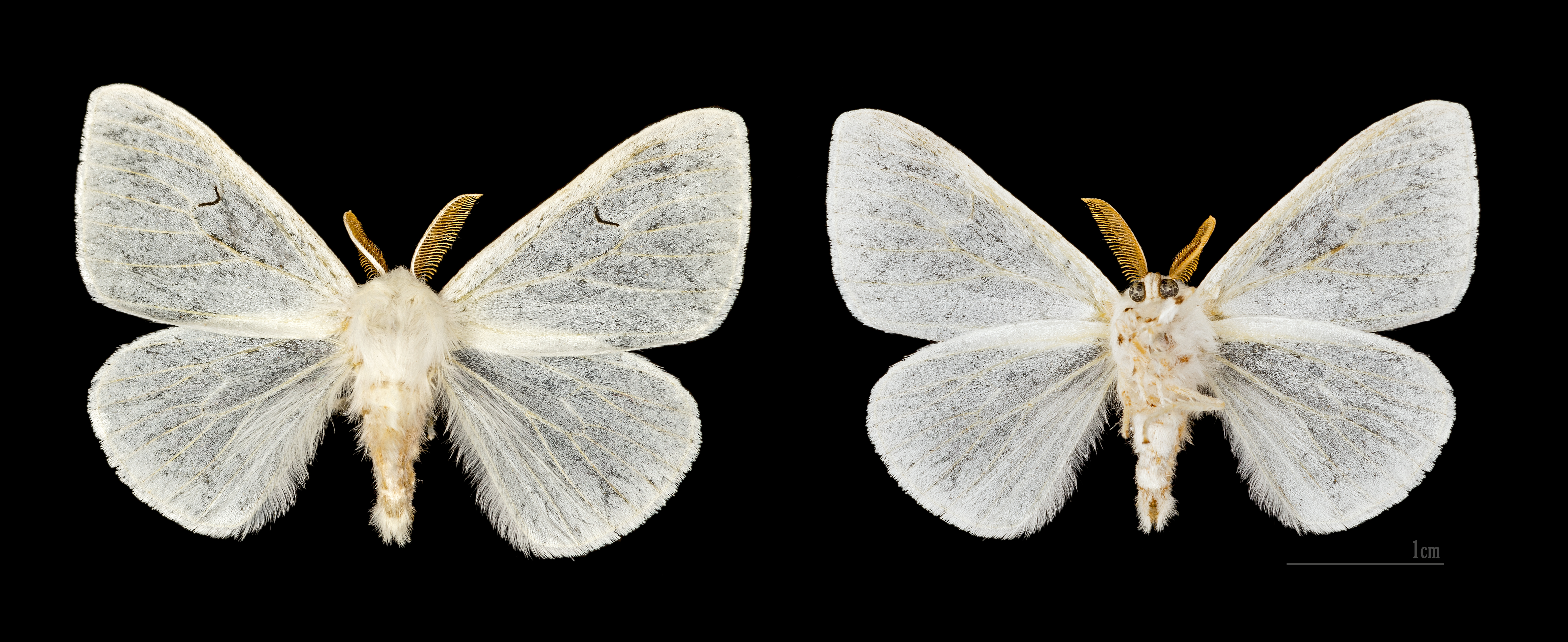
♂ Crest-Voland MHNT

## Comportement
Le papillon vole de mai à juillet.

## Répartition et habitat
On le trouve dans l'écozone paléarctique.

## Alimentation
Les chenilles se nourrissent sur les hêtres et les bouleaux.

## Systématique
L’espèce actuellement appelée Arctornis l-nigrum a été décrite par l’entomologiste allemand Otto Friedrich Müller en 1764, sous le nom initial de Phalaena l-nigrum.

### Synonymie
- Phalaena l-nigrum Müller, 1764
- Bombyx v-nigrum Fabricius, 1775 [2]
- Bombyx nivosa Denis & Schiffermüller, 1775[3]

### Liste des sous-espèces
- Arctornis l-nigrum l-nigrum Müller, 1764
- Arctornis l-nigrum asahinai (Inoue, 1956)[4]
- Arctornis l-nigrum okurai (Okano, 1959)[5]
- Arctornis l-nigrum ussurica Bytinski-Salz, 1939[6]